# 綠氫
綠氫（英語：Green hydrogen，可簡寫為GH2或GH2）由再生電力將水進行電解而得。生產綠氫所造成的溫室氣體排放數量顯著低於生產灰氫（grey hydrogen）的，灰氫產自化石燃料，且在過程中並未進行碳捕集與封存（CCS）以將二氧化碳移除。
生產綠氫的目的主要是希望能因此將全球升溫限制在1.5°C之內（相對於第一次工業革命之前的全球平均氣溫），降低使用灰氫以減少對化石燃料的依賴，並對特定經濟部門、子部門和活動中提供更多的最終用途 - 此類最終用途在技術上很難透過其他方式（例如電氣化）達成脫碳的目的，例如重工業（例如氫氣可配合使用電力的高溫製程、生產綠氨和有機化學原料及直接還原鐵（又稱海綿鐵））、長途運輸（例如航運、航空以及較小程度的重型卡車）和作為能源載體供長期儲能之用。
截至2021年，綠氫佔全球氫氣產量的比例低於0.04%。主因是生產綠氫的成本遠高於生產灰氫的。例如於2018年，使用太陽能生產的電力來電解水，產生的氫氣比透過碳氫化合物（化石燃料）生產的成本貴約25倍。

## 定義
最常見的綠氫定義是使用再生電力進行水電解而產生的氫氣。本文採用此種定義。
精確的定義有時會添加其他更為詳盡的描述。由總部設於瑞士日內瓦非營利組織 - 綠氫組織（Green Hydrogen Organnization）制定的綠氫標準（Green Hydrogen Standard）為"利用100%，或接近100%再生能源電解水產生的氫氣，過程中的溫室氣體排放幾乎為零。"
對綠氫更廣泛、較少使用的定義還包括透過各種其他方法生產的氫氣，而這些方法只產生相對較低的溫室氣體排放，符合某種永續性標準。例如此類生產方式採用的是核能或生物質原料。

## 電解
使用再生能源產生的電力為將水電解，產生氫氣，這是種淨零排放的生產方式。

### 生物炭輔助
所謂生物炭輔助水電解（簡稱BAWE）是透過生物炭氧化反應（BOR）取代析氧反應（OER）來降低能耗。隨著反應進行，電解質會溶解生物炭。 於2024年發佈的一項研究報告稱此種反應的效率是傳統電解的6倍，工作電壓低於1伏特，且不產生氧氣，在100%法拉第效率下，每克催化劑產氫電流約為250mA/gcat（電解電流 (mA) / 催化劑質量 (g)，傳統電解約為50mA/gcat）。這個過程可用小型太陽能或風能發電方式驅動。
使用牛糞製成生物炭的工作電壓僅為0.5伏特，優於使用甘蔗渣、大麻廢料和廢紙等材料的。近5%的生物炭和太陽能被轉化為氫氣。但透過熱烈解生產生物炭仍會造成溫室氣體排放。

## 用途

國際再生能源總署表示，氫能在化學生產、煉油、國際航運和鋼鐵製造等領域可發揮最大的減碳潛力。

綠氫有可能在能源系統脫碳方面發揮重要作用，企圖直接使用電力以取代化石燃料則存在挑戰和限制。
氫燃料可產生高熱，符合生產鋼鐵、水泥、玻璃和化學品工業生產所需，因此可配合煉鋼電弧爐等技術一起應用，而促進工業脫碳。然而氫氣可在生產氨和有機化學品的原料方面發揮更大的作用。例如氫氣在煉鋼過程中可作為清潔能源載體，也可作為替代焦炭的低碳催化劑。
為交通運輸脫碳，可透過使用氨和甲醇等氫衍生合成燃料以及燃料電池技術，在航運、航空以及較小程度的重型卡車中找到發揮的機會。氫氣較電池具有優越的能量密度（鋰電池：0.15-0.25千瓦時（kWh），氫氣：39.6千瓦時）。對於輕型汽車（包括乘用車），氫氣遠落後於其他新能源車使用的動力，特別是與純電動車相比，推測氫氣在未來可能不會於此發揮重大作用。
綠氫也可供長期電網儲能和長期季節性儲能用途。也被研究作為短期儲能（取代電池）的用途。

## 市場
截至2022年，全球氫市場的估值為1,550億美元（其中綠氫的估值約為42億美元（2.7%）），預計在2023年至2030年期間的平均複合年增長率 (CAGR) 為9.3%。由於目前綠氫生產成本高，僅佔整體氫氣生產數量一小部分。全球於2020年生產氫氣的大部分皆產自化石燃料（99%由碳基原料產生）。由電解生產者尚不足總量的0.1%，而其中只有一部分是用再生電力來生產。
目前使用綠氫的主要限制因素就是較高的生產成本。許多人認為當成本達到2美元/公斤時是一可能的臨界點，讓綠氫能與灰氫競爭。最便宜的是利用超額永續能源所生產的電力，若不加以利用，可能必須走上限制發電一途，此情況對於能配合低功率和間歇式電源的電解槽營運有利（例如質子交換膜電解槽）。（p. 5）
水電解的成本在2010年到2022年期間已下降60%，預計到2030年和2050年期間，綠氫的生產成本將大幅下降，（p. 26） 主要是因再生能源發電成本持續下降的緣故。（p. 28）高盛集團在2022年俄羅斯入侵烏克蘭之前發佈的分析報告指出，"歐洲天然氣和碳價格處於歷史高位，這種獨特現象已導致該地部分地區的綠氫成本與灰氫成本價格趨於一致"，並預計全球到2030年生產綠氫與生產灰氫的成本將將可比擬，如果對灰氫徵收全球碳稅，實現的時間會更為提前。
截至2021年，估計的綠氫投資將包含121吉瓦電解槽裝置容量，涵蓋136個處於規劃和開發階段的項目，總計到2030年的投入金額將超過5,000億美元。如果建成後，將佔2030年全球氫氣產量的10%。高盛集團稱到2050年，此類市場的價值每年將超過1兆美元。一位能源市場分析師在2021年初表示到2031年，擁有廉價再生能源的國家中生產綠氫的成本將下降70%。

## 項目

### 澳大利亞
澳洲政府於2020年快速批准在西澳洲的皮爾布拉地區建造世界上最大的再生能源出口設施的計畫。 一批能源公司於2021年宣佈預備投資20億澳元在新南威爾斯州建設"氫谷"，以取代該地區的煤炭產業。.
截至2022年7月，澳大利亞聯邦政府所屬的澳洲再生能源機構 (ARENA) 已向35個氫計畫投資8,800萬澳元，囊擴大學研究和開發，及首次示範項目。ARENA於2022年預計將完成該國首批大規模電解設施建設中的兩到三個，此舉為1億澳元氫氣部署行動中的一部分。

### 加拿大
加拿大再生能源公司世界能源GH2（World Energy GH2）進行沙灣計畫（Project Nujio'qonik ），目的是成為加拿大首個商業綠氫/綠氨生產商，利用該國紐芬蘭與拉布拉多省西海岸擁有的3吉瓦風能以生產電力（Project Nujio'qonik中的Nujio'qonik為當地原住民米克馬克人語，義為那裡有沙子吹來），設立地點位於聖喬治灣 ）。該計畫自2022年6月起即根據紐芬蘭與拉布拉多省政府制定的監管指南啟動環境評估。

### 智利
智利計畫到2050年將完全使用清潔能源（包括綠氫）。歐盟的區域混合融資工具 - 拉丁美洲和加勒比海投資基金（ Latin America and Caribbean Investment Facility (LACIF) ）對該國提供1,650萬歐元贈款，歐洲投資銀行和德國復興信貸銀行預備將分別提供高達1億歐元的資金來資助生產綠氫。

### 中國
迄2022年，中國是全球氫市場的領導者，產量達到3,300萬噸（佔全球產量的三分之一），主要產自化石燃料。該國有多家公司結盟，在2021年擬定計劃在未來六年內將氫燃料產量增加50倍。
中國石化的目標是到2025年生產50萬噸綠氫。風能發電產生的氫氣可為內蒙古自治區等依賴煤碳為燃料的地區提供具有成本效益的替代方案。為籌備2022年第二十四屆冬季奧林匹克運動會，一座被稱為"全球最大"的氫氣電解槽開始運營，用於生產燃料電池車輛在比賽期間所使用的氫氣。該電解槽的電力由陸上風力發電廠提供。

### 埃及
埃及與產業中的國際開發商簽署有7份諒解備忘錄，為綠氫和再生技術領域展開400億美元的投資。時任該國計劃和經濟發展部長哈拉·海勒米·艾勒賽德稱，位於蘇伊士運河經濟區的項目在初始試點階段將投資約120億美元，隨後將進一步投資290億美元。

### 德國
德國已投資90億歐元，將在2030年建造5吉瓦的電解槽產能。

### 印度
信實工業宣布將利用約3吉瓦的太陽能生產40萬噸氫氣。阿達尼集團創辦人高塔姆·阿達尼宣布將投資700億美元成為全球最大的再生能源公司，並生產全球最便宜的氫氣。 印度電力部表示該國計劃在2030年將累計生產500萬噸綠氫。
總部位於阿薩姆邦東部杜利亞詹的國營印度石油公司於2022年4月建立印度首座99.99%純綠氫試點工廠，設立此座工廠符合國家目標，即"讓印度準備好試生產氫氣及將其應用於各種領域"，並同時"持續研發降低氫氣生產、儲存和運輸成本的方法"。 
該國於2024年1月核准一近412,000噸/年產能的綠氫能計畫，預計在2026年底開始投產。

### 日本
日本於2023年宣佈預定在15年內斥資210億美元以補貼國內的清潔氫氣輸送。

### 茅利塔尼亞
茅利塔尼亞已啟動兩個主要綠氫計畫。首個是與Chariot能源公司合作，這個NOUR專案到2030年將成為全球最大的氫能專案之一（產能達10吉瓦）。第二個是AMAN項目（與澳洲CWP Renewables公司合作），包括12吉瓦風電產能和18吉瓦太陽能發電產能，每年生產170萬噸綠氫或1,000萬噸綠氨，供當地及出口之用。

### 納米比亞
納米比亞由德國支持，啟動一綠氫生產計畫 - 耗資100億美元以建造總產能為7吉瓦的風電廠和太陽光電廠。目標是到2030年生產200萬噸綠氨和氫衍生物，預定可為該國創造15,000個就業機會，其中3,000個是永久性的。

### 阿曼
阿曼國營石油/天然氣公司、香港能源公司及科威特能源投資公司宣佈在阿曼投資300億美元的項目，將建造世界上最大的氫氣生產設施之一。工程將於2028年開始。

### 葡萄牙
葡萄牙於2021年宣佈，計劃在2023年建造第一座太陽能發電廠，用其電力生產氫氣。總部位於里斯本的化石能源公司Galp Energia宣佈在2025年之前建造一座電解槽，生產氫氣供其擁有的煉油廠使用。

### 沙烏地阿拉伯
沙烏地阿拉伯於2021年宣布將在該國西北角啟動的新未來城計畫中投資50億美元，建造一每年有120萬噸綠氨產能的工廠，將於2025年開始投產。

### 新加坡
新加坡開始興建一座600百萬瓦的氫能發電廠，預計將於2026年上半年完工。

### 西班牙
有三十家公司於2021年2月共同宣佈在西班牙建立一生產氫氣基地的前瞻性計畫。該計畫預定到2030年將提供93吉瓦的太陽能電力和67吉瓦的水電解能力。

### 阿拉伯聯合大公國
阿拉伯聯合大公國於2021年在該國杜拜舉行的2020年世界博覽會中啟動一個試點項目，這是中東和北非第一個"工業規模級"的太陽能供電生產綠氫設施。

### 英國
總部位於蘇格蘭奧克尼群島的歐洲海洋能源中心（EMEC）於2017年8月利用當地的潮汐能發電生產氫氣。這是世界上首次利用潮汐能產生的電力來生產氫氣。
有一提案於2021年3月提出，預備利用蘇格蘭的離岸風電廠生產電力，在克羅馬蒂灣（Cromarty Firth）生產氫氣，將當地造成一"綠氫中心"，為當地港口與釀酒廠提供清潔燃料。
Equinor（之前為挪威國家石油公司） 於2021年6月宣佈計劃將該公司在英國的氫氣產量增加兩倍。英國國家電網公司於2022年3月宣佈一項目，將綠氫發電引入電網，並以水電解生產氫氣供約300個家庭作為燃料。
英國政府於2023年12月宣佈將設立20億英鎊的基金來支持11個獨立計畫。時任能源部長克萊兒·庫提尼毆宣佈這筆資金將在15年內分段進行投資。第一輪投資稱為HAR1。瑞典國營能源公司Vattenfall計畫於2025年利用於亞伯丁附近的測試用離岸風力發電生產綠氫。

### 美國
美國基礎設施投資和就業法於2021年11月生效，將撥款95億美元於綠氫倡議。美國能源部 (DOE) 於2021年計劃在德克薩斯州進行首次氫網絡示範。該部此前曾試辦過一個名為"加州氫能"的計畫。德州被認為是綠氫計畫的關鍵地區，因該州是美國國內最大的氫生產州，並擁有氫管道網絡。美國生物科技集團Solena Group子公司SGH2 Energy Global於2020年宣布將在洛杉磯附近透過等離子體氣化工藝從塑膠和紙張廢料中生產綠氫。
時任紐約州州長安德魯·古莫於2021年宣佈投資2.9億美元興建綠氫燃料生產設施。國家當局支持開發用於卡車的燃料電池的計劃，以及將氫氣混合到天然氣輸送網絡的研究。阿肯色州、路易斯安那州和俄克拉荷馬州州長於2022年3月宣佈在州際間創建氫能源中心。伍德塞德石油宣佈在俄克拉荷馬州阿德莫爾建造綠氫生產基地的計畫。 2022年降低通脹法設立為期10年期的生產稅收抵免，其中包括3.00美元/公斤的綠氫補貼。

### 公私部門合作專案
在一項包含有四間歐洲大學參與的能源研究計畫 -  HYFLEXPOWER Project - 中，來自私營企業的參與者之一西門子於2023年10月宣佈已成功將一容量為1百萬瓦電解槽產生的100%綠氫，完成驅動工業渦輪機的首度測試。這部渦輪機也可使用天然氣以及任意比例的天然氣和氫氣混合物來運作。

## 政府支持
歐盟執行委員會於2020年通過一項專用氫戰略。 "歐洲綠氫加速中心"被賦予的任務是到2025年開發出每年價值1,000億歐元的綠氫經濟。
聯合國與永續能源智庫RMI及多家公司於2020年12月共同組成綠氫加速聯盟，目標是到2026年將綠氫的成本降低到每公斤2美元以下（相當於每百萬瓦時50美元）。
聯合國工業發展組織（UNIDO）於2021年在奧地利、中國、德國和義大利政府支持下啟動全球工業氫計畫，目標是加速綠氫在工業中的部署。
英國政府於2021年發佈一政策文件"綠色工業革命十點計畫" ，其中包括到2030年投資生產5吉瓦的低碳氫氣。計劃中包括與業界合作完成必要的測試，以便到2023年能將高達20%的氫氣混合到天然氣配送網絡中。英國商業、能源暨工業策略部 (BEIS) 於2022年提出的一份諮詢報告指出，由於預計該國天然氣的使用量將會減少，因此在管線中混入氫氣的作用將會"有限且為時不長"。
日本政府計劃將整個國家轉變為一 "氫氣社會"。然而要實現這個目標，將迫使日本需進口/生產3,600萬噸液化氫。而當時的預計是到2030年（預計開始實現的年份）日本的商業進口氫的數量將比前述數量少100倍。日本已發佈一份初步路線圖，要求到2050年的氫其及相關燃料將提供10%的發電量，以及有相當的部分用於航運和鋼鐵製造等用途。日本創建一條氫氣公路，由135個政府補貼的氫氣燃料站組成，並計劃在2020年代末再增建1,000個。
韓國自2021年11月宣佈實施氫經濟的第一份總體規劃以來，已陸續出台一系列清潔氫能相關政策，其中包括：創建清潔氫生態系統計劃、培育世界第一氫能產業戰略、召開第五屆氫經濟委員會會議（2022年11月）。韓國政府希望能藉此建立一個清潔、可持續的氫能生態系統，並使該國在全球氫能產業中佔有領先地位。根據氫經濟門戶網站 (h2hub.or.kr) 的數據，該國於2022年氫能產業的總收入估計為12.5兆韓元（約相當於90億美元），比2021年增長51%。同期，氫能產業的總投資估計為4.1兆韓元（約相當於29.7億美元），比前一年增長418%。韓國於2023年12月宣佈透過"潔淨氫能認證制度運營計劃"，正式實施該國的氫氣認證制度。潔淨氫能認證制度會衡量氫氣生產和進口過程中的温室氣體排放量，只要排放量低於某一設定值，便會授予"潔淨氫能"認證，並提供行政和財務方面的支持。
摩洛哥、突尼西亞、埃及和納米比亞已提出將綠氫納入其氣候變化應對策略之內。納米比亞正與荷蘭和德國等歐洲國家合作進行可行性研究和經費籌措。
歐盟於2021年7月公佈歐洲氣候中和氫戰略。歐洲議會於2021年通過支持這項策略的動議。戰略分為三階段。從2020年到2024年，將現有氫氣生產脫碳。2024年至2030年，將綠氫納入能源系統。2030年至2050年，將大規模部署氫能。高盛集團預計氫氣將於2050年佔歐盟能源結構中的15%。
6個歐盟成員國：德國、奧地利、法國、荷蘭、比利時和盧森堡，要求立法支持氫能源所需經費。許多成員國已經制定從其他國家進口氫氣的計劃（特別是從北非）。這些計劃將增加氫氣產量，但也被批評為將歐洲内部必要的能源轉型需求外包。歐盟要求從2021年開始，會員國所製造的新燃氣渦輪機必須能使用氫與天然氣混合的氣體。
智利總統於2020年11月提出"綠色氫能國家戰略"，希望該國"到2030年成為世界上最高效的綠色氫能生產國"。該計劃包括一稱為HyEx的項目，利用太陽能生產的電力生產氫氣，最終製成綠氨以取代進口的灰氨。綠氨將製成硝酸銨（爆炸混合物的成分之一），供該國採礦業所需。

## 法規和標準
歐盟對認證的再生氫的定義為由永續能源而來（但不包括生物質原料），要比其打算替代的化石燃料的排放量至少減少70%。低碳氫的定義是要比利用化石燃料生產灰氫的排放量至少減少70%。
英國僅提出一項低碳氫標準。其閾值溫室氣體排放強度為每百萬焦耳排放20克二氧化碳當量，透過再生能源電解水所生產的綠氫能輕易達成，但設定此水平是為允許和鼓勵其他"低碳"氫的生產（主要是藍氫）。藍氫在生產灰氫的同時附加CCS設施，但碳捕獲率並未超過60%。英國政府設定的"低碳"門檻，估計要達到85%的碳捕獲率。
在美國，計畫中的綠氫生產稅收抵免激勵措施將與所生產的"清潔"氫氣的排放強度掛鉤，以更大程度降低溫室氣體強度。

## 外部連結
- Green hydrogen explainer video （页面存档备份，存于） from Scottish Power